# Pierre Guérin de Tencin
Pierre-Paul Guérin de Tencin, né le 22 août 1680 à Grenoble et mort le 2 mars 1758 à Lyon, fut cardinal, archevêque de Lyon et un homme politique sous Louis XV. C'est l'exemple même d'un abbé qui sut mêler la vie de cour avec un véritable engagement en faveur des pauvres, les intrigues avec la compassion. 

## Biographie

### Famille récemment anoblie
Le quadrisaïeul de la famille, Pierre Guérin, issu d'une famille travaillant la terre près de Gap, à Ceillac, était simple colporteur. La trentaine venue, il vint s'établir en 1520 à Romans dans le Dauphiné. Habile de ses mains et ayant quelques économies, il acheta une petite boutique où il vendit tout d'abord des articles d'épicerie puis de joaillerie.
S'étant enrichi, il put acquérir une terre à Monteux, prendre de moitié l'entreprise des péages par eau et par terre de Valence et de Mirmande et, ainsi, envoyer ses deux enfants, Pierre et Antoine, à l'Université. Ce dernier, devenu docteur ès lois, acheta ensuite une charge d'officier de justice à Romans, puis épousa plus tard Françoise de Garagnol, une jeune fille de bonne maison. 
Lors des guerres de religion qui ravagèrent la région, il sut, grâce à sa sagesse et modération, sauver la ville de Romans des protestants ; ce qui valut à ce catholique modéré et fidèle au roi le 3 octobre 1585 des lettres de noblesse d'Henri III, enregistrées au parlement le 21 mars 1586. Voilà comment le fils d'un colporteur enrichi devint noble.  Il était cependant méprisé des nobles les plus anciens. 
Son fils, Henri-Antoine Guérin, en 1597, sauva une deuxième fois la ville en empêchant par une action héroïque qu'elle ne soit livrée, par des traîtres, au duc de Savoie. Il eut sept enfants dont un, François, acheta la charge anoblissante de conseiller au parlement de Grenoble. Son épouse, Justine du Faure, lui apporta la petite terre de peu d'importance appelée Tencin (Grésivaudan), qui faisait partie du domaine de Monteynard. François remplaça son patronyme par celui de cette terre et, juste avant sa mort (1672), acheta pour faire bonne figure, en bordure des vignes de son domaine, un vieux castel sarrasin à demi ruiné appelé simplement le château de la Tour.

### Fils cadet promis aux ordres
Le fils aîné de François Guérin, Antoine, devint conseiller au parlement de Grenoble puis premier président à Chambéry lors de l'occupation française. Il épousa Louise de Buffévent qui lui donna deux fils, dont Pierre-Paul Guérin de Tencin, et trois filles, dont l'une, Alexandrine, devint la fameuse dame de Tencin et une autre, Marie-Angélique, fut la mère d'Antoine de Ferriol de Pont-de-Veyle et de Charles-Augustin de Ferriol d'Argental.
Étant le fils cadet, Pierre-Paul de Tencin, né à Grenoble le 22 août 1679, dut suivre à Paris le séminaire oratorien Saint-Magloire. Si ses connaissances générales n'étaient pas extraordinaires, ce fut néanmoins un bon latiniste et un excellent théologien. En 1700, il suit le cardinal Le Camus, évêque de Grenoble, pour l'assister pendant la durée du conclave. Le pape choisi, le cardinal Albani, se jugeant indigne de la charge, refuse : ce sera le jeune de Tencin qui sera chargé de le faire changer d'avis. Il y réussira fort bien et le cardinal est finalement élu sous le nom de Clément XI. La récompense est tôt accordée : Louis XIV lui attribue l'abbaye de Vézelay, qui lui vaut 12 000 livres de revenus (15 avril 1702). 
À la Sorbonne, il remplit les fonctions de prieur et passe sa licence. L'archevêque de Sens, Hardouin Fortin de La Hoguette, qui l'a pris en amitié, le nomme peu après archidiacre de sa cathédrale. Finalement il reçoit la prêtrise puis obtient un canonicat. Le 9 mars 1705, il devient docteur en Sorbonne et la même année, député du clergé pour la province de Vienne, en qualité de chanoine prébendier du prieuré de La Mure, dans le diocèse de Grenoble. En 1710, le diocèse de Sens le désigne pour siéger à l'assemblée du clergé, chargée de verser des sommes d'argent au roi qui en manquait cruellement. En effet, la fin du règne de Louis XIV fut très sombre pour le pays, ne connaissant que défaites et famines. Le vieux roi sollicita ainsi son clergé pour soulager les finances royales et ce dernier répondit favorablement.

### Ascension politique
Protégé de Dubois depuis 1714 et secondé par sa sœur qui ne déplaisait pas au cardinal, l'abbé de Tencin fut à l'origine de la conversion de Law au catholicisme le 17 septembre 1719. Il ne se contenta pas toutefois de ce rôle de convertisseur : il prit une part active au Système. Officiellement il ne fut chargé que de la gestion des aumônes gouvernementales. Ce qu'il fit avec compétence et autorité. Cependant, comme d'immenses fonds passaient par ses mains, le public de l'époque n'eut aucun doute sur les profits qu'il avait pu réaliser dès les débuts du système. Il passait également pour l'un des principaux conseillers de Law, ainsi que le témoigne une lettre du diplomate Chavigny à Lafitau :

« M. Law a associé à son travail M. l'abbé de Tencin comme l'homme qui était le plus propre à le remplacer en cas d'accident, il n'y a effectivement personne en France qui ait mieux connu et mieux compris que M. l'abbé de Tencin le système de Law (…) (12 janvier 1720). »

L'abbé de Tencin a profité du Système, ce qui lui a permis d'acquérir une immense fortune.
L'année suivante, en 1721, à un moment où l'opinion publique était très remontée contre lui, l'abbé de Tencin perdit définitivement un procès contre l'abbé Étienne de Veissières, au sujet d'une dépendance de l'abbaye de Vézelay, et acheva ainsi de se perdre aux yeux du monde qui ne vit plus en lui « qu'un abbé habile et fripon, capable de tout pour s'enrichir ». Ce fut à nouveau le cardinal Dubois qui le remit en selle : il l'envoie à Rome à la suite du cardinal de Bissy pour assister au conclave et surtout pour l'aider à obtenir le cardinalat, ce dont Tencin s'acquittera avec succès. La récompense ne tarde pas : Tencin est nommé chargé des affaires du roi Louis XV à Rome le 6 novembre 1721.
L'abbé de Tencin passe plus de trois ans en Italie : il devient l'ami du pape Innocent XIII, suscitant la jalousie et les médisances de ses coreligionnaires. On lui doit notamment le majestueux escalier de la place d'Espagne qu'il fit construire en adaptant les plans effectués lors d'un concours en 1717.

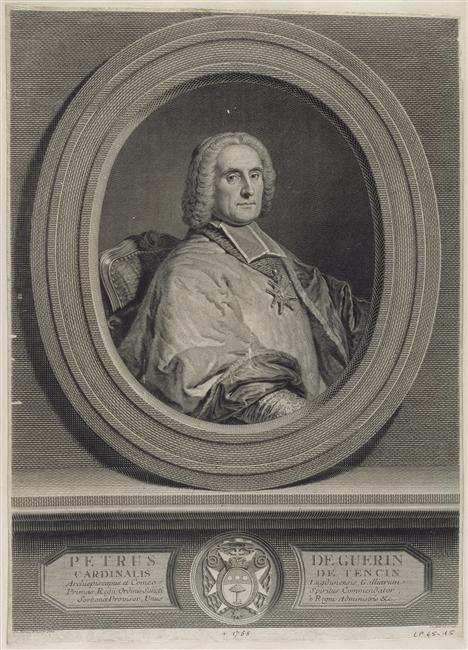
Jean-Georges Wille, Portrait de Pierre-Paul Guérin Cardinal De Tencin

Nommé archevêque d'Embrun en mai 1724, il est sacré par le pape Benoît XIII dans l'église Saint-Philippe-Neri de Rome, le 2 juillet 1724. Mais il est rappelé en France et envoyé dans son diocèse où il reste en disgrâce quelque quinze ans. 
Il présida le concile d'Embrun contre les jansénistes en 1727 qui vit la condamnation de l'évêque Jean Soanen. Créé cardinal au titre cardinalice Santi Nereo e Achilleo le 23 février 1739 grâce à l'aide du  prétendant Stuart, il est reçu primat de Lyon le 24 septembre 1740, avec une pension de 366 000 livres par an. Le bordereau de ses aumônes quant à lui était d'environ 200 000 livres l'année.
Sous Fleury, il devient deux ans plus tard, en septembre, ministre d'État sans portefeuille, siégeant au Conseil du Roi qui ne l'aimait guère. Il était surnommé à la cour « l'humble serviteur des circonstances ».Cependant, à la mort du cardinal (1743), il perd le semblant d'autorité qu'il possédait encore et se trouve dans un isolement complet. « Sa seule fonction à la Cour consistait désormais à présider le bureau des pauvres communautés ». Le 9 août 1749, il est encore nommé proviseur de la Sorbonne. En effet, Fleury, peu avant sa mort, ne l'avait pas recommandé au roi, ainsi que l'attestent les paroles suivantes de Louis XV, rapportées par  Mme du Hausset : 

« Quand il y a un cardinal au conseil, il finit par être le chef. (…) M. le cardinal de Fleury m'a dit la même chose. Il avoit eu quelque envie d'avoir pour successeur le cardinal de Tencin ; mais sa sœur étoit si intrigante, que le cardinal de Fleury me conseilla de n'en rien faire, et je me conduisis de manière à lui ôter tout espoir, et à désabuser les autres. M d'Argenson m'a pénétré, et a fini par lui ôter toute considération. »

Le cardinal de Tencin prend le parti finalement en 1751 de se retirer dans son diocèse qu'il ne dirigeait auparavant que de loin avec de nombreux mandements :

« Il est tout simple, écrivait-il à l'évêque d'Auxerre, qu'un évêque à mon âge songe à rejoindre son épouse. Je n'aurois pas tant tardé, si je n'avois pas été retenu par les sollicitations du Pape : Sa Sainteté m'a cru beaucoup plus utile à l'Église et à la religion que je ne le suis »

.
Installé dans son diocèse, « il résolut de s'y consacrer exclusivement, multipliant ses visites pastorales, s'occupant avec zèle des moindres détails de son administration, indifférent désormais aux querelles religieuses, aux événements politiques, laissant même tomber sa correspondance avec Benoît XIV qui ne devait guère lui survivre ». Il a laissé de lui le souvenir « d'un évêque zélé, charitable, exemplaire,(…) regretté des gens de bien à sa mort, et pleuré des pauvres ».
Il meurt à Lyon en 1758.

## Œuvres
- Concilium provinciale Ebreduni habitum, Pierre Faure, Gratianopolis (Grenoble), 1728, petit in-folio de 268 pages.
- (Duc de Richelieu, cardinal de Tencin et Mme de Tencin), Correspondance du cardinal de Tencin, ministre d’État, et de Madame de Tencin sa sœur, avec le duc de Richelieu, sur les intrigues de la cour de France depuis 1742 jusqu’en 1757, et surtout pendant la faveur des dames de Mailly, de Vintimille, de Lauraguais, de Châteauroux et de Pompadour, éd. Soulavie, (s.l. Paris ?), 1790, 1 vol., 385 pages (sur les 400 annoncées, la publication s'étant interrompue). Il y a un exemplaire à Paris à la BnF (RES-8-LB38-56 et VELINS-1178). La moitié des lettres originales se trouve dans le Fonds Richelieu 64 de la Bibliothèque Victor Cousin à Paris.
- Joël Pittet, Lettres privées de Mme de Tencin et du futur cardinal de Tencin à leur frère le président de Tencin et autres, Fribourg, Imprimerie Saint-Paul, 2010. (7 lettres inédites du cardinal de Tencin)